# Трауматска коштана шупљина вилице
Трауматска коштана шупљина вилице једна је од три лажне цистичне промена које немају епителну овојницу, чија унутрашњост је празна или испуњена течношћу која може бити серозна или хеморагична, а јавља се у овом делу главе.

## Називи
Трауматска коштана шупљина вилице — Трауматска коштана шупљина чељусти — Солитарна коштана циста — Хеморагична коштана циста вилиаце — Екстравазацијска коштана циста вилице — Једноставна коштана циста виилице — Једнокоморна циста вилице.

## Етиопатогенеза
Ради се о празној коштаној шупљини која се у више од 95% случајева појављује у доњој вилици, а најчешће је празна или садржи нешто мало течног садржаја и понекад мало везивнога ткива.
Иако су патогенеза и механизми настанка коштане шупљине непознати претпоставка је да настаја након коштане трауме које је довела до поремећаја хемодинамике траумом оштећених крвнихсудова, што доводи до накупљања течности и стварања коштане шупљине.
Трауматска коштана шупљина вилице најчешће је локализиована у латералним деловима мандибуле (доње вилице) и то у у њеном узлазном краку.

## Дијагноза
Раст ове промене, асимптоматске трауматске коштане шупљине вилице се најчешће дијагностикује тек након случајне радиографије индиковане из неких других разлога.
Радиолошки налаз показује просветљење лобулираних ивица које не оштећује ламину дуру околних зуба, нити узрокује ресорпцију коренова. Међутим, да се заиста ради о трауматској коштаној шупљину могуће је са сигурношћу доказати тек након оперативног налаза током којег се види шупљина без чауре или са танким везивним слојем испуњена сукрвичавим садржајем.

## Диференцијална дијагноза
Диференцијална дијагноза трауматске коштане шупљине на конвенционалној радиографији укључује кератоцисту, резидуалну упалну цисту, амелобластом и друге промене различите етиологије. Ивица трауматске коштане шупљине може варирати од добро дефиниране у неким случајевима до слабо дефиниране у другим случајевима. Нека од спроведених истраживања показала су како анализа ивица може послужити за разликовање кератоцисте и трауматске коштане шупљине. Наиме на конвенционалном рендгену трауматска коштана шупљина, за разлику од кератоцисте, својим растом заобилази коренове зуба с којима је у контакту и нема наглашен склеротични руб што олашава њено препознавање.
Мастмура и садници су у својем истраживању, које је обухватио 53 случајева, трауматске коштане шупљине поделили у две групе:
| Тип цисте | Карактеристике |
| --------- | --- |
| Тип А     | Овој групи припадају цисте које имају чауру од везивне овојнице |
| Тип Б     | Ова група има сужени руб од диспластичне кости. Цисте типа Б показале су на конвенционалној радиографији као радиоопакна лезија, због чега треба узети у обзир да се трауматска коштана шупљина у ретким случајевима може приказати као радиоопакна творевина. |

## Терапија
Терапија ових цисти разликује се од лечења правих циста, јер им недостаје цистични омотач који мора да се уклонимо код правих циста. Уз штедљиву трепанацију коштаног ткива са вестибуларне стране, а садржај шупљине се евакуише, водећи рачуна да се не оштети неуроваскуларни сноп. Коштана шупљина се обично испуњава желатинским сунђером.

## Прогноза
Већина ових цисти  ће зарасти до тренутка физиолошког затварања. Дорманс и сар. старост пацијента сматрају важним фактором. Код пацијенти старији од 10 година цисте зарастају већом стопом (90%) од млађих (60%), без обзира на модалитет лечења. С друге стране, Хаидар и сарадници, лезију која се налази на удаљености мањој од 2 cm сматрају фактором ризика за рецидив. Ризик од рецидива такође може бити повезан са врстом лечења, а не са локацијом лезије.

## Компликације
Најчешћа компликација је рецидив након лечења и развој накнадног патолошког прелома. Остале компликације су:
- потенцијална емболизација ињектираног материјала као што су стероиди,

- аспират коштане сржи,

- локалне реакције на материјал који се користи за попуњавање шупљине цисте,

- патолошки прелом,
- поремећаји раста.[26]

Макдоналд је 2010. године известио о претераном инфламаторном одговору након употребе рекомбинантног коштаног морфогеног протеина код пацијената са графтом.